# ブルースカイ ブルー
「ブルースカイ ブルー」は、西城秀樹の26枚目のシングル。1978年8月25日にRCAから発売された。

## 解説
前作「炎」に続き、阿久悠（作詞）と馬飼野康二（作曲）のコンビによる作品である。大地の香りがするような壮大なバラードとなっており、同時期に数多くリリースされた都会的なセンスのバラードとは明らかに一線を画している。
歌詞の内容は人妻との禁断の愛と別れを描いたもので、西城は当時は23歳であり、「『今は分からないだろうけど、大人になったとき、きっとこの詞の意味がわかるよ』といって書いてくださったのが『ブルースカイ ブルー』でした」と、阿久悠が死去した際にコメントしている。
オリコンでは最高位3位を記録、100位内に21週ランクインし29.3万枚のセールスとなった。TBS系『ザ・ベストテン』では14週もランクインするロング・ヒットとなり、1978年年間ベストテンの第9位に輝いた。
第20回日本レコード大賞では金賞を獲得し大賞にノミネートされたほか、FNS歌謡祭最優秀歌唱賞、日本歌謡大賞放送音楽賞などを受賞した。
『第29回NHK紅白歌合戦』では、日中平和友好条約が結ばれたことに因んで、白が基調の男性版チャイナドレスを着用して歌唱した。
歌謡ポップスチャンネルの「ファンが選んだベスト20」では第3位に選出された。 

## エピソード
- 西城の死去後、オリコン週間デジタルシングルランキングで西城の曲が急上昇したが、最高位は「ブルースカイ ブルー」の8位だった。また音楽配信サイト「iTunes」のシングルランキングでもTOP100中、西城の曲が6曲ランクインしたが、同様に「ブルースカイ ブルー」が最高位で16位を記録した[9]。
- 西城の葬儀・告別式では、出棺の際に「YOUNG MAN (Y.M.C.A.)」などとともに流された[10]。
- 西城の死去から約3ヶ月後のNHK『思い出のメロディー』では特集が組まれ、西城が使用していた白いマイクスタンドがステージに置かれ、その隣で野口五郎が西城の音源と共演するという演出で「ブルースカイ ブルー」を披露した[11]。野口はブログで「僕が歌っている時、隣に秀樹を感じていました」と語っている[12]。

## 収録曲
（作詞：阿久悠）
1. ブルースカイ ブルー
作曲・編曲：馬飼野康二
2. アイム チャンピオン
作曲：井上忠夫／編曲：萩田光雄

## 「ブルースカイ ブルー」のカバー
- ロマン・タム - 「好歌獻給你」（広東語カバー、香港で大ヒットする）、『好歌獻給你』に収録、1979年
- ダイアモンド☆ユカイ、難波弘之 - 『西城秀樹ROCKトリビュート KIDS WANNA ROCK!』に収録、1997年
- 河村隆一 - 『evergreen 〜あなたの忘れ物〜』に収録、2006年
- 中澤卓也 - 『繋ぐ Vol.2 ～カバー・ソングス NO BORDER～』に収録、2019年
- はやぶさ - 「酔わせて朝まで」にC/Wとして収録、2019年
- 谷龍介 - 『カバー・オブ・リクエスト』に収録、2020年
- 錦織一清 - 『歌謡 Style Collection』に収録、2023年